# Parafia św. Jerzego w Janowie
Parafia pw. Świętego Jerzego w Janowie – rzymskokatolicka parafia należąca do dekanatu Korycin, archidiecezji białostockiej, metropolii białostockiej. 

## Zasięg parafii
Do parafii należą wierni z następujących miejscowości: Janów, Budno, Cieśnisk Mały, Cieśnisk Wielki, Cimoszka, Franckowa Buda, Gabrylewszczyzna, Giełozicha, Jasionowa Dolina, Kamienica, Kuplisk, Krasne, Kumiałka, Marchelówka, Nowokolno, Nowy Janów, Przystawka, Rudawka, Sitawka, Skidlewo, Sosnowe Bagno, Studzieńczyna, Szczuki, Teolin, Trofimówka, Wasilówka i Zielony Gaj.

## Historia parafii
Parafia została utworzona w 1744 roku. Początkowo była filią parafii w Korycinie. 

## Kościół parafialny
Kościół parafialny pw. Świętego Jerzego wybudowany w stylu neogotyckim w latach 1899-1904 zapewne według projektu Józefa Dziekońskiego, konsekrowany 14 września 1905.